# Jahrbuch für den Landkreis Verden
Das Jahrbuch für den Landkreis Verden zur Orts- und Regionalgeschichte sowie Heimat- und Naturkunde ist eine jährlich erscheinende Sammlung regionalgeschichtlicher und landeskundlicher Aufsätze, die vor allem die Geschichte des heutigen Landkreis Verden betreffen. Das Jahrbuch erscheint seit 1958 regelmäßig. Bis 2014 erschien es als Heimatkalender für den Landkreis Verden, vor 1964 trug der Heimatkalender zusätzlich den Untertitel Jahrbuch für das ehemalige Herzogtum Verden, das Gohgericht Achim, das Amt Ottersberg und das Amt Westen-Thedinghausen. Seit dem 58. Jahrgang, also seit 2014, wird das Jahrbuch unter dem derzeitigen Namen veröffentlicht, teils noch mit dem Untertitel Heimatkalender. Herausgeber ist der Landkreis Verden. Historisch und wissenschaftlich betreut wird das Jahrbuch vom Kreisarchiv Verden.

## Themen
Das Jahrbuch wendet sich sowohl an ein akademisches Publikum als auch an regionalhistorisch interessierte Leser. Das Jahrbuch vereint zahlreiche Beiträge verschiedener Autorinnen und Autoren. Den Hauptteil bilden wissenschaftliche Aufsätze zur Kreisgeschichte, sowie zur Geschichte der Landkreisteile und Gemeinden Achim, Dörverden, Kirchlinteln, Langwedel, Ottersberg, Oyten, Thedinghausen und Verden. Hinzu kommen vermischte Beiträge zu historischen Themen, Texte zu den Themen Natur und Umwelt, teils auch Erzählungen und Gedichte. Als ehemaliger Heimatkalender enthält das heutige Jahrbuch auch stets ein Verdener Kalendarium. Einzelne Ausgaben widmen sich Schwerpunktthemen.
Die Breite regionalhistorischer Themen beziehen sich immer wieder auf die Geschichte wechselnder historischer Staatswesen Verdens. Darunter fallen das Hochstift und Herzogtum Verden, das bis 1648 als Bistum Verden bestand, sowie das Herzogtum Bremen und Fürstentum Verden, das ab 1648 unter schwedischer, ab 1712 unter dänischer und ab 1715 unter kurhannoverscher Herrschaft stand. Mit den Napoleonischen Kriegen wurde Verden Teil des französischen Satellitenstaats Westphalen. Ab 1815 bis 1866 gehörte Verden zum Königreich Hannover. Nach dem Preußisch-österreichischen Krieg und den Annexionen von 1866 war Verden Teil der preußischen Provinz Hannover. Ab 1873 führte das Haus Hohenzollern und somit der Deutsche Kaiser auch den Titel Fürst zu Verden. Mit der Auflösung Preußens nach dem Zweiten Weltkrieg wurde Verden Teil des Bundeslandes Niedersachsen. Weil in der ehemals britischen Besatzungszone gelegen, war Verden bis 1993 Garnisonsstadt der Britischen Rheinarmee. Aus der besonderen räumlichen und historischen Lage Verdens ergeben sich für das Jahrbuch eine Vielzahl an Themen, z. B. zur Kirchen- und Bistumsgeschichte oder zur Schwedenzeit. Der Heimatkalender bzw. das Jahrbuch leisteten einen Anteil an der wissenschaftlichen Aufarbeitung der NS-Vergangenheit im Landkreis Verden.